# Moraleja de Enmedio
Moraleja de Enmedio är en kommun i Spanien. Den ligger i den autonoma regionen Madrid, i den centrala delen av landet, 24 km sydväst om huvudstaden Madrid. Antalet invånare är 5 576 (2024).